# MTS (Hip-Hop-Band)
MTS (kurz für englisch Multi Tasking Sisters), früher Multitaskingsisters, ist eine österreichische Rap-Crew und besteht aus den vier Rapperinnen Mag-D, Miss Def, Nora Mazu (früher: Nora MC) und Oh'laek.

## Geschichte
Die MTS Crew wurde Anfang 2008 gegründet, die meisten Mitglieder stammen aus Wien. Nach eineinhalbjähriger Zusammenarbeit, gemeinsam mit dem ehemaligen Mitglied BaghiRah, erschien am 3. Oktober 2009 das Debütalbum Multitask, eine 22 Track starke LP die über März Records released wurde. MTS versucht seit Beginn, die immer noch stark unterrepräsentierten Frauen in der Hip-Hop-Szene in ein neues Licht zu rücken mit der Auffassung, dass Frau sein und Rap keineswegs einen Widerspruch darstellt.
Seit der Gründung der Crew konnte MTS einiges an öffentlicher Aufmerksamkeit auf sich ziehen. Neben zahlreichen Live-Auftritten, wie zum Beispiel als Showact bei den österreichischen Big Brother Awards 2008 oder einem Auftritt beim größten europäischen Open-Air-Festival, dem Donauinselfest, schaffte es die Crew beim FM4 Protestsongcontest 2009 sogar ins Finale.
2011 waren sie mit ihrer Single Hart aber Herzig, deren Musikvideo ein kleiner Erfolg im Internet wurde, auf der FM4 Soundselection 25 vertreten, und gewannen 2012 den Austrian Newcomer Award. Darauf folgte im Juni 2012 die Veröffentlichung des zweiten Albums WHA'N'SINN gemeinsam mit DJ Amin M, von dem alle Cutz darauf stammen und der bis dahin auch der Live-DJ von MTS war. Es folgten zwei Videos zu den Titeln So Heiss und Die Kraft. 2013 traten MTS u. a. beim renommierten Popfest in Wien auf.
Zuletzt erschien im Juni 2016 ein Triple EP Release, bestehend aus 3 Solo EPs von Miss Def, Nora Mazu und Mag-D.

## Diskografie

### Releases
- 2016: MTS – HEXAGON Triple EP Bundle (Miss Def – Lichtblicke EP, Mag-D – The Godmother EP, Nora Mazu – Headonismus EP)
- 2014: Nora Mazu – Der Punkt unter dem i
- 2012: MTS – Wha'n'Sinn
- 2009: MTS – Multitask
- 2008: Mag-D – Die Erste

### Kompilationen
- 2011: FM4 Soundselection 25: MTS – Hart aber Herzig
- 2010: Echte Wiener 2 – Die Deppat’n und die Gspritzt’n (O.S.T.): MTS – Optipessimist, Miss Def -Traumwöd
- 2010: Chilla Jam Sampler Vol. 1: MTS – Wha Wha
- 2009: FM4 Protestsongcontest Compilation: MTS – Großer Bruder
- 2008: FM4 Soundpark Compilation: MTS – Track01
- 1999: Boombap Teil 3 vom Ei: Stoika – Endorphin für die Ohren (erste Rap Crew von Mitglied Nora MC)